# Франческо Борроміні
Франче́ско Борромі́ні (італ. Borromini Francesco, справжнє ім'я італ. Francesco Castelli; 25 вересня 1599, Біссоне, Тичіно — 3 серпня 1667, Рим) — архітектор доби бароко, інженер, майстер креслень архітектора.

## Біографія

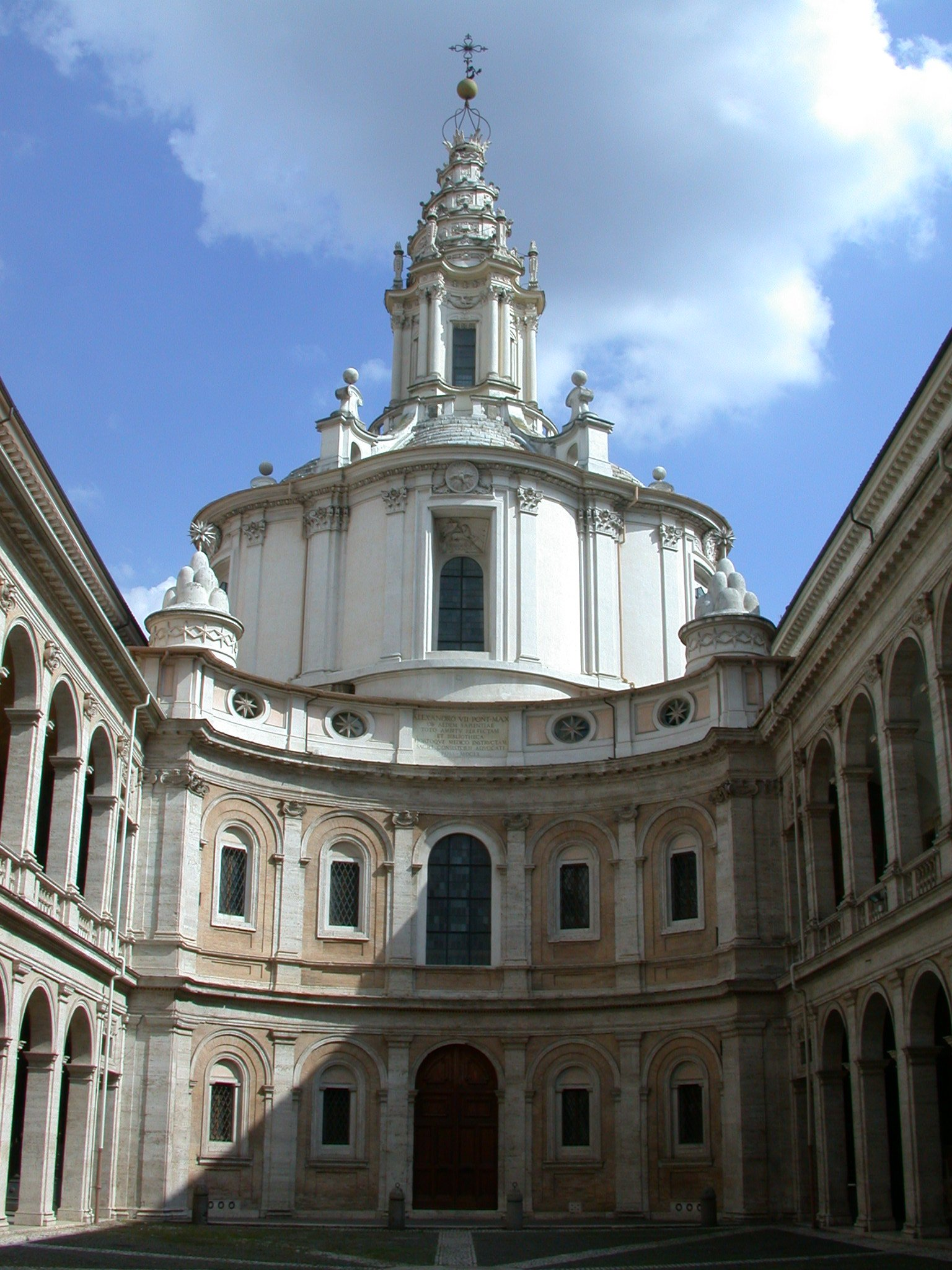
Сант Іво алла Сапієнца, Рим

Походить із родини будівничого. Сам працював на будівництві в Мілані. Він — небіж римського архітектора Карло Мадерно (1556—1629), що добудував у Вічному місті собор святого Петра, а також створив фасад церкви святої Сусани і палац Маттеі-ді-Джове.
Карло Мадерно викликав його в Рим, де і пройшли всі роки життя митця. Працював поряд з Мадерною. Занадто талановитий Борроміні сприймався конкурентом могутнього Лоренцо Берніні, який зробив все можливе для відсторонення архітектора від державних та приватних замовлень. Головними замовниками Борроміні стали католицькі чернечі ордени.
З 22 липня 1667 року відчув себе тяжко хворим. Усамітнився, знищив особистий архів, малюнки і креслення. Покінчив життя самогубством.
Похований в одній з римських барокових церков (Сан Джованні деї Фіорентіні). Могила збережена. Надгробок дуже простий, врівень з загальною підлогою церкви. Плита з чорного мармуру багатогранної форми, у середину якої вправили коло білого мармуру з лаконічним написом імені архітектора та років його життя.
Зберігся портрет Борроміні у вигляді католицького паломника, що мов слугує поясненням до прислів'я «Нема князів перед Богом, є лише паломники». Художник невідомий.

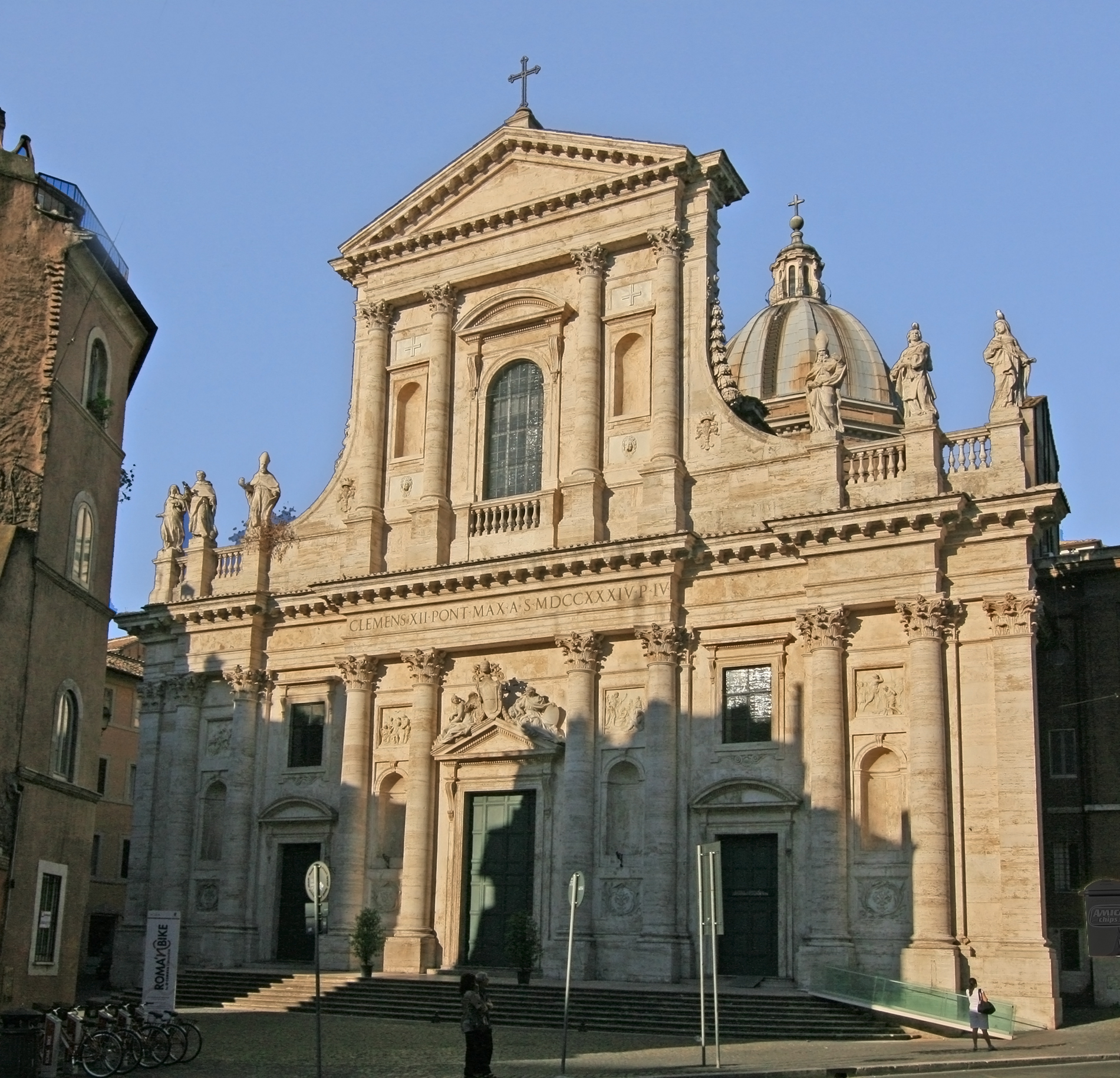
Сан Джованні деї Фіорентіні, де поховали Карло Мадерна і Борроміні.
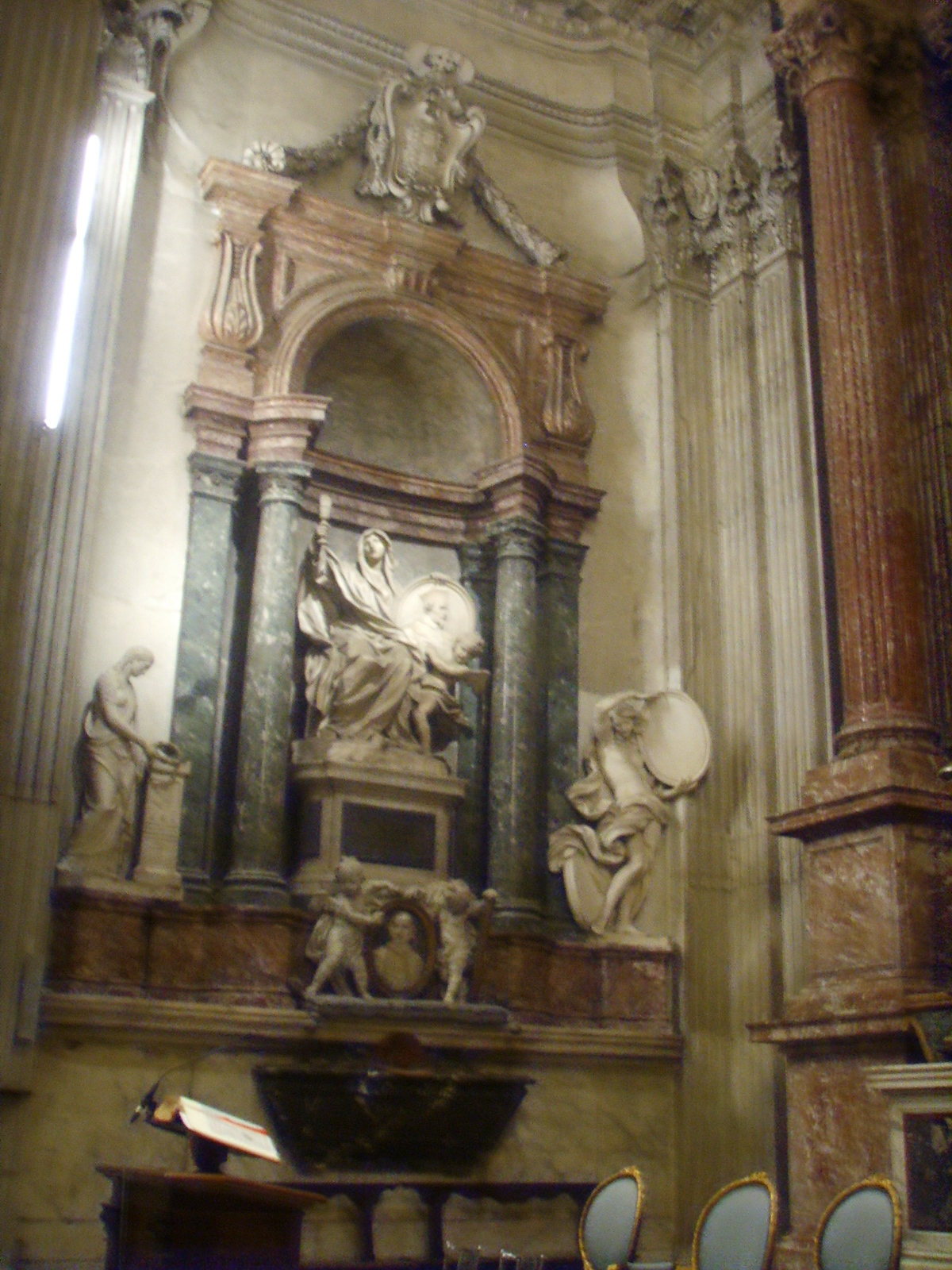
Каплиця Фалькон'єрі в Сан Джованні деі Фьорентіні.
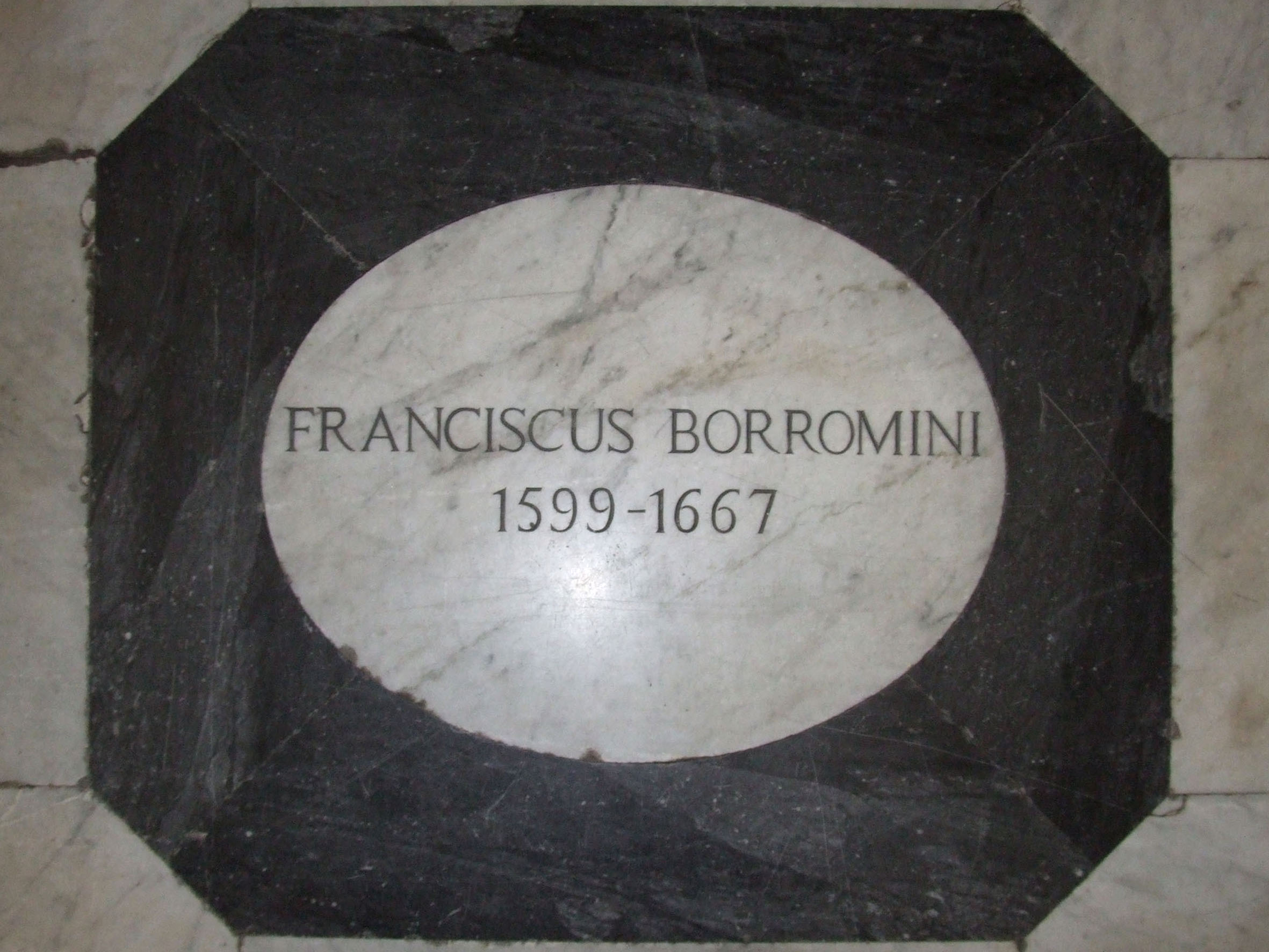
Рим, Сан Джованні деї Фіорентіні, могила Франческо Борроміні.

## Головні твори
- Сант Андреа делла Валле (1622)
- Участь в побудові Палаццо Барберіні (1629—1631)
- Ораторія братів Філіпінців
- Сан Карло алле Кваттро Фонтане(1634—1637)
- Церква Сант Іво алла Сапієнца для Римського університету (1642—1660)
- Палаццо Памфілі (1645—1650)
- Будівля колегії Пропаганди католицької віри
- Добудови в соборі Св. Івана Латеранського
- Сант Аґнезе ін Аґоне (1653—1657)
- Сан Джованні деї Фіорентіні

## Майстер креслень архітектора
Франческо Борроміні — визнаний майстер креслень архітектора, якими він плідно займався ще в Мілані. Креслення Борроміні не мали собі рівних за фаховою віртуозністю в Італії 17 століття.
Тільки для церкви Сан Карло алле Кваттро Фонтане (італ. San Carlo alle Quattro Fontane) він зробив декілька варіантів плану. Визнаним шедевром креслень архітектора став варіант плану, виконаний близько 1638 року. Цілком симетричний, він значно цікавіший від плану, що здійснений в реальності. Фіксаційні плани будівель архітектора набувають великого значення через відсутність оригіналів креслень архітектора, які знищив сам Борроміні.

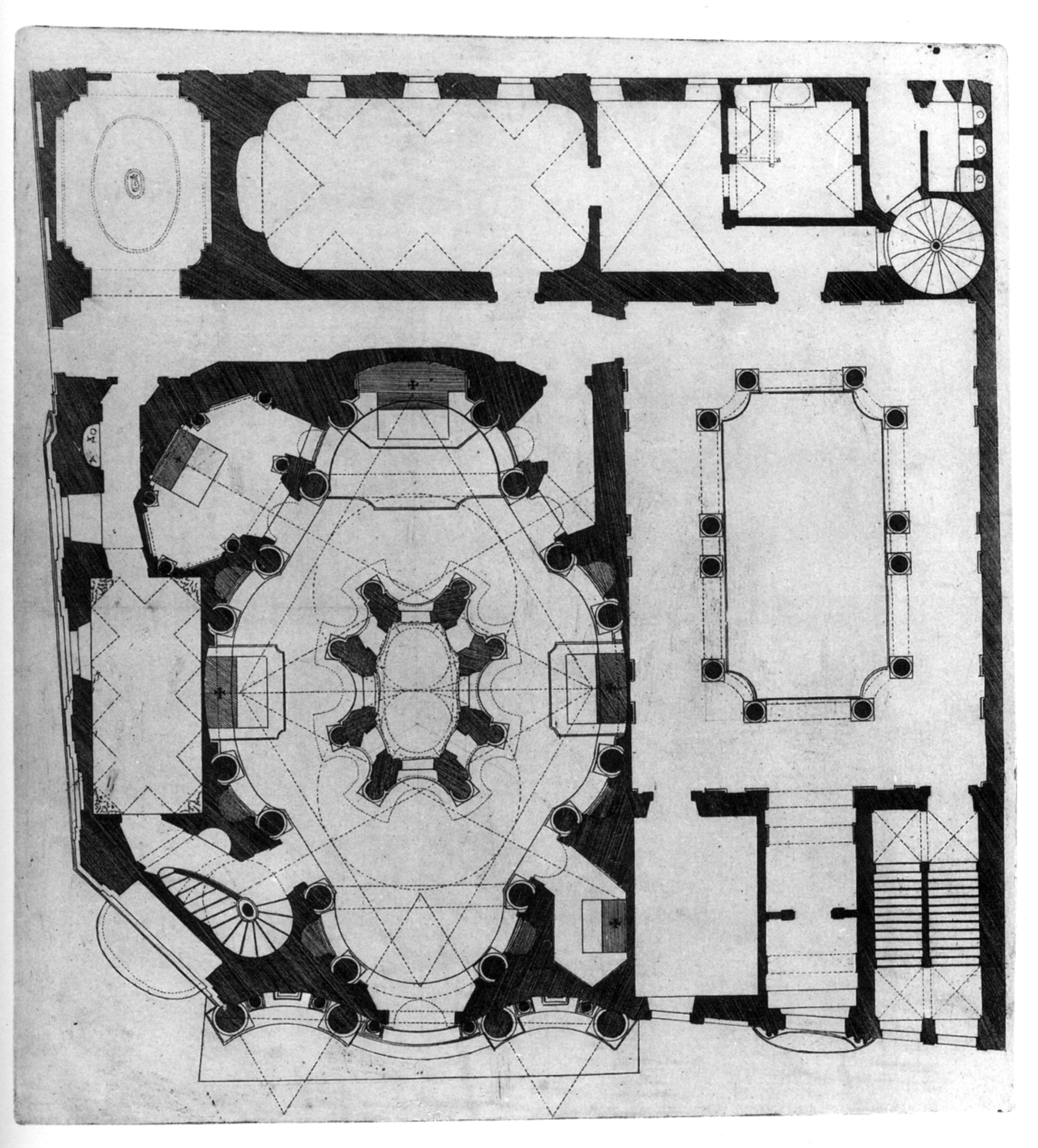
План церкви Св. Карла у чотирьох фонтанів
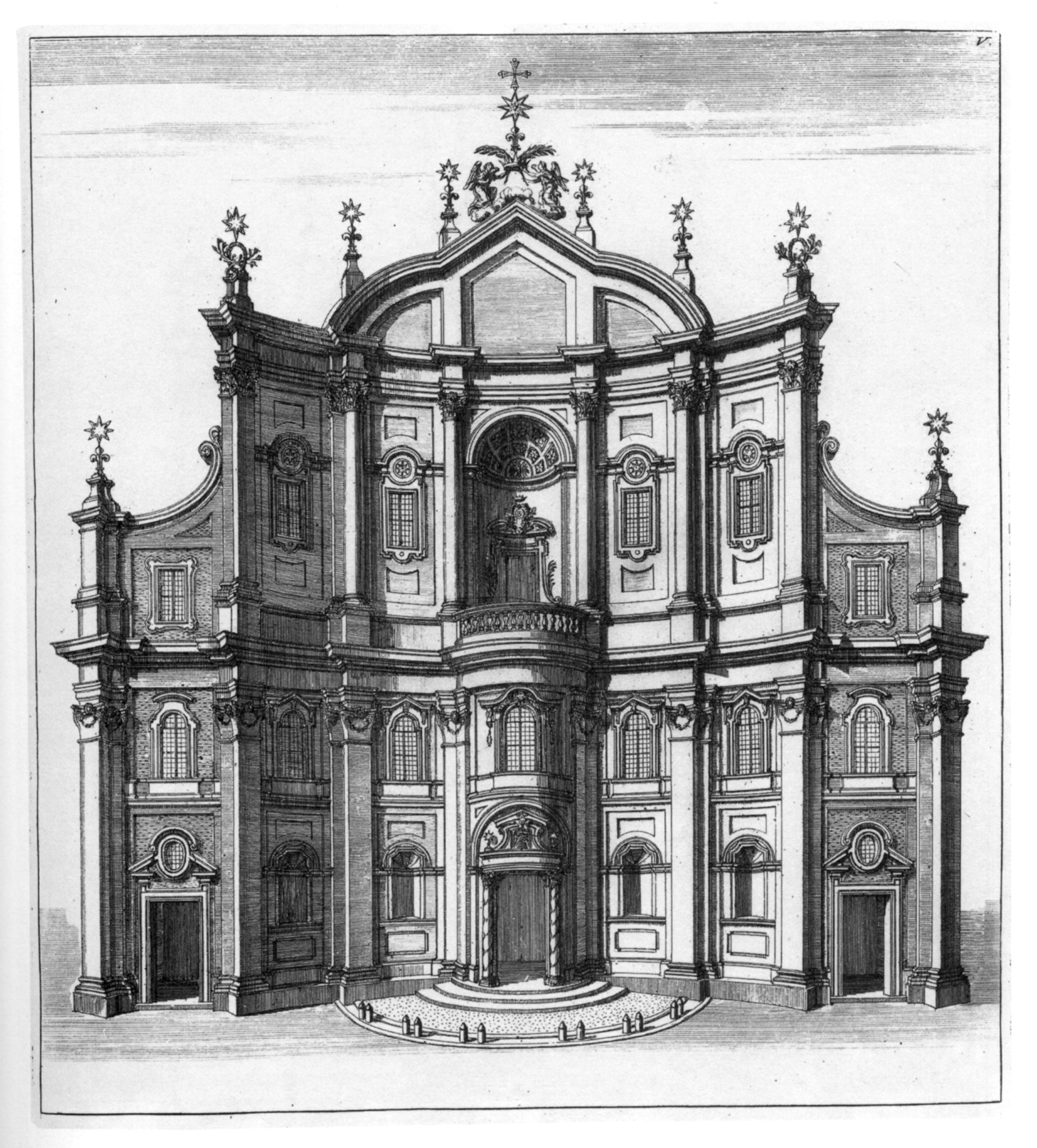
Борроміні. Ораторія ченців філіпінців, Рим
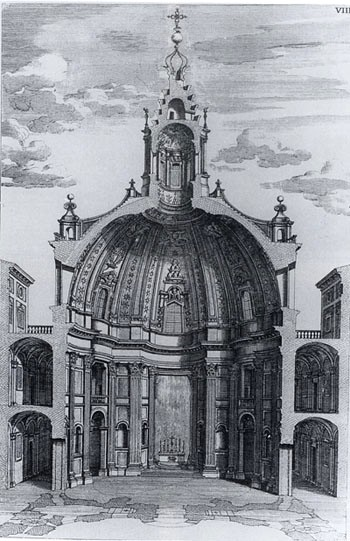
Борроміні, розріз церкви Сант Іво алла Сапієнца в університеті Риму
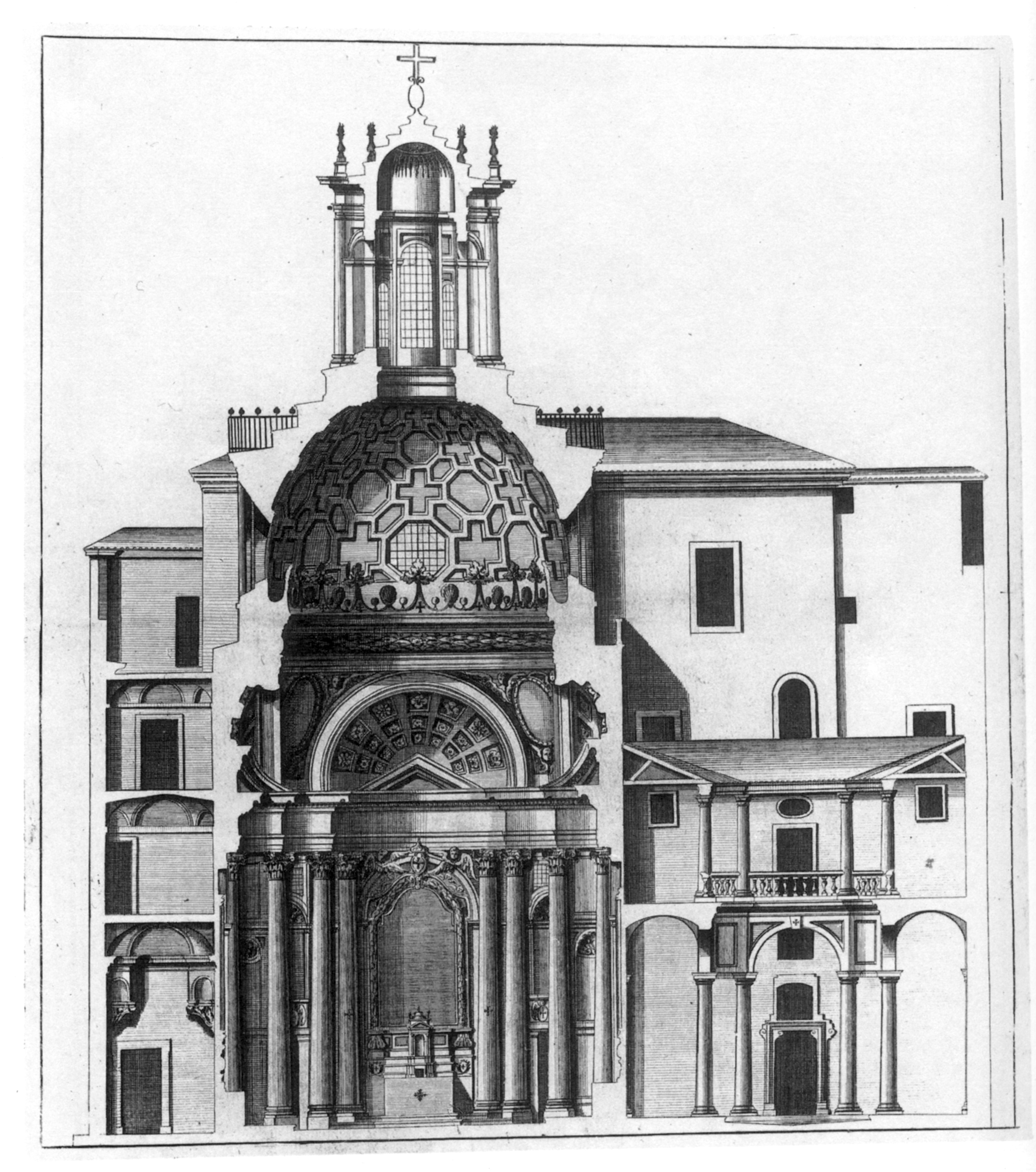
Розріз церкви Сан Карло алле Кваттро Фонтане, Рим .Гравюра по малюнку Борроміні

## Галерея церкви Сан Аньєзе

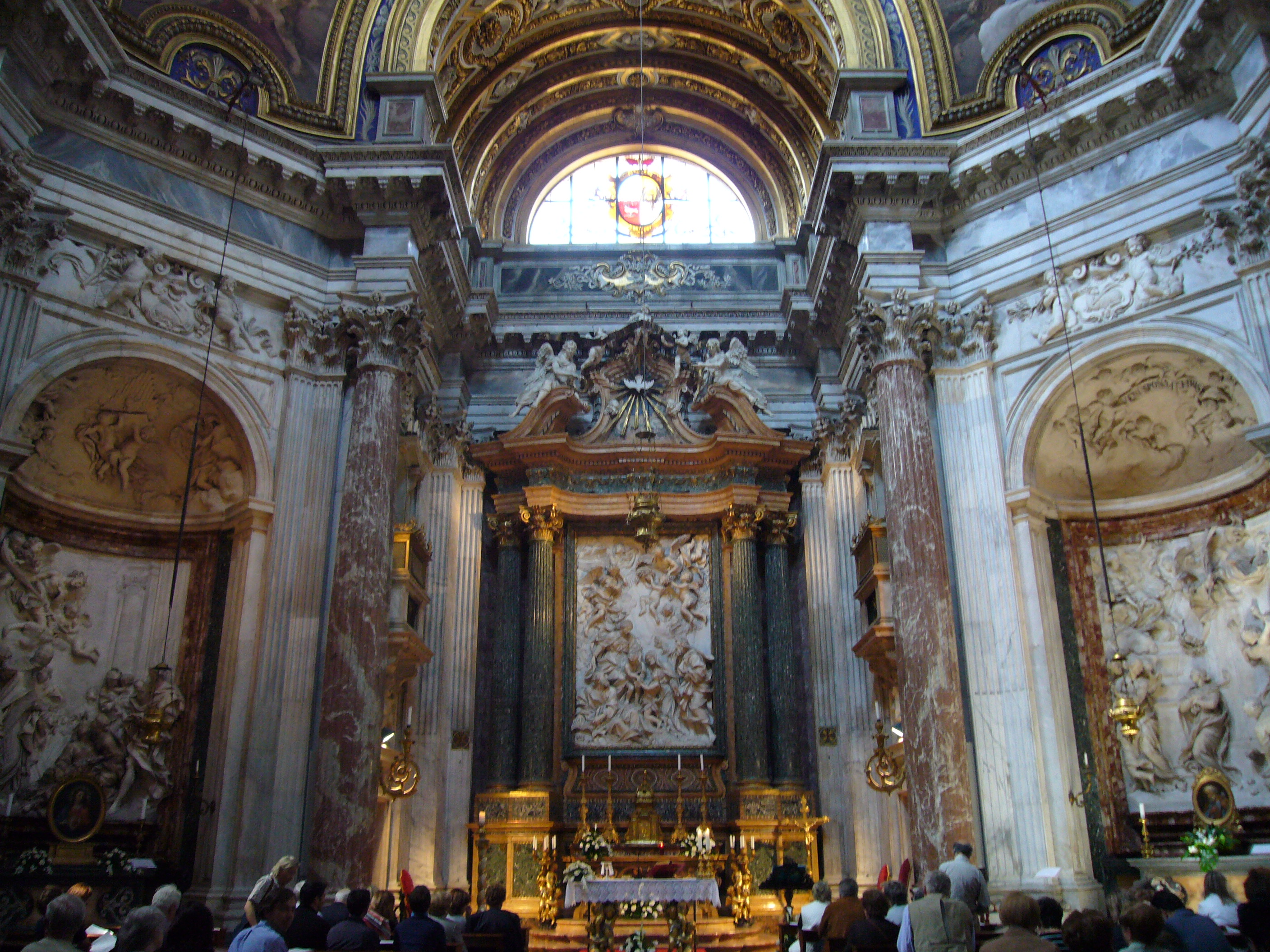
Сант Аґнезе ін Аґоне, вівтар.
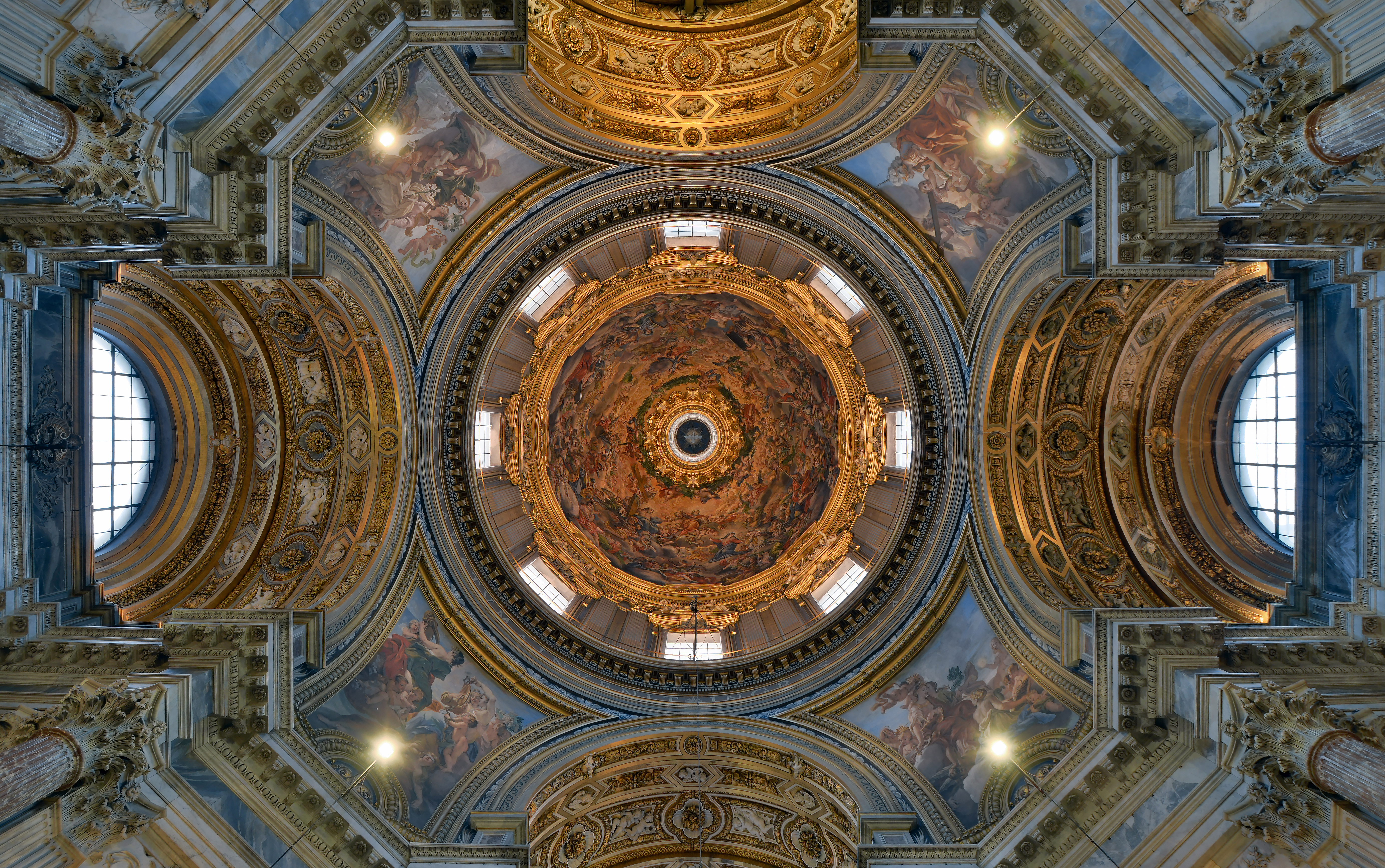
Сант Аґнезе ін Аґоне, купол з інтер'єру.
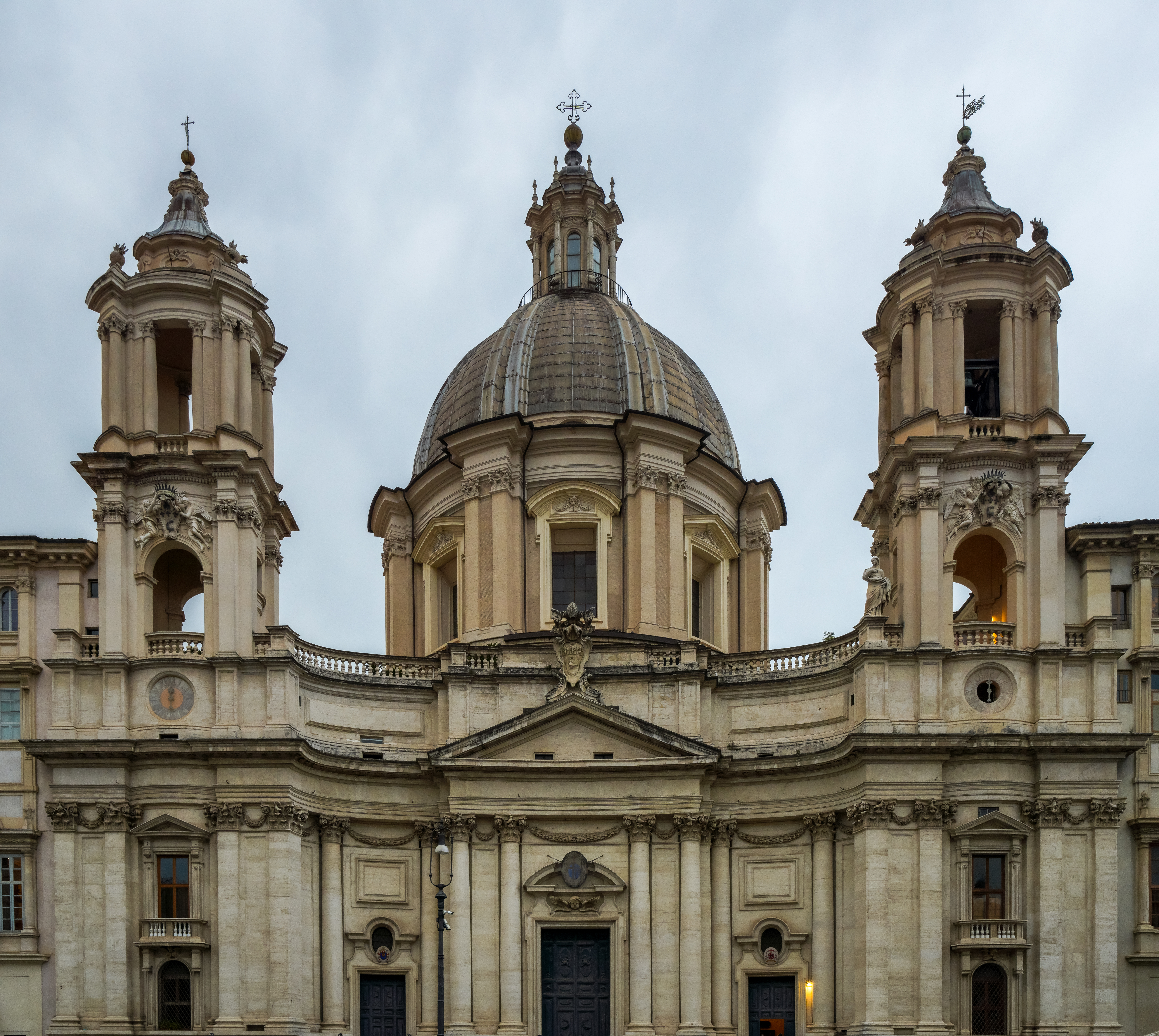
Головний фасад Сант Аґнезе ін Аґоне.
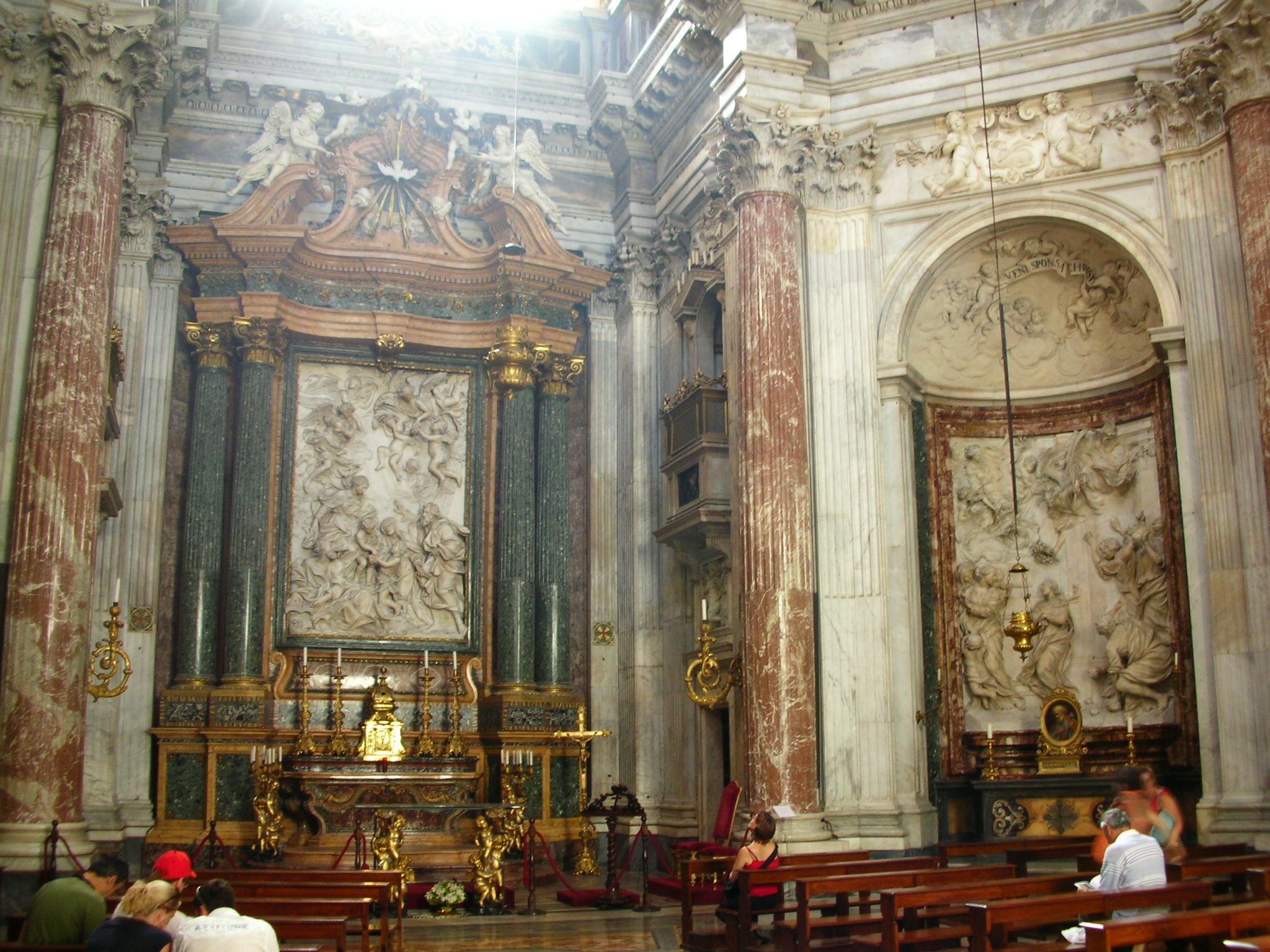
Скульптурні вівтарі Сант Аґнезе ін Аґоне.

## Галерея церкви Сан Іво алла Сапієнца

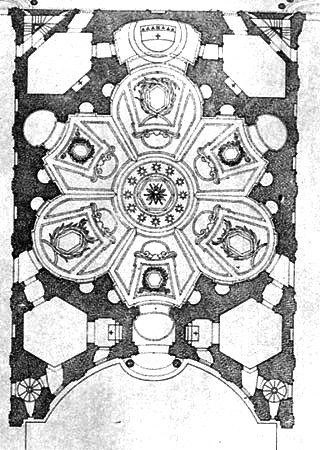
Поземний план церкви Сант Іво алла Сапієнца і промальовка склепіння.
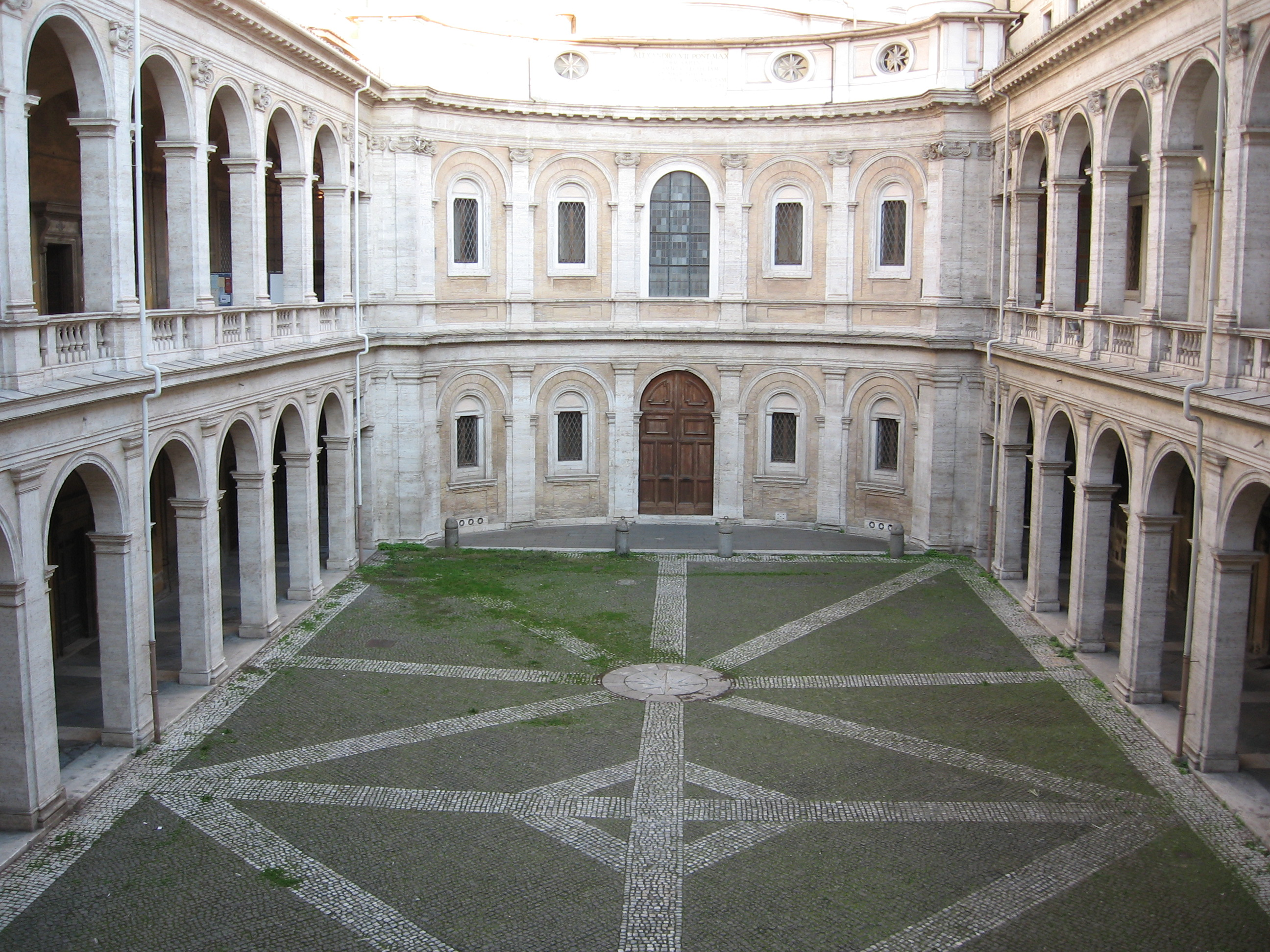
Дворик Сан Іво
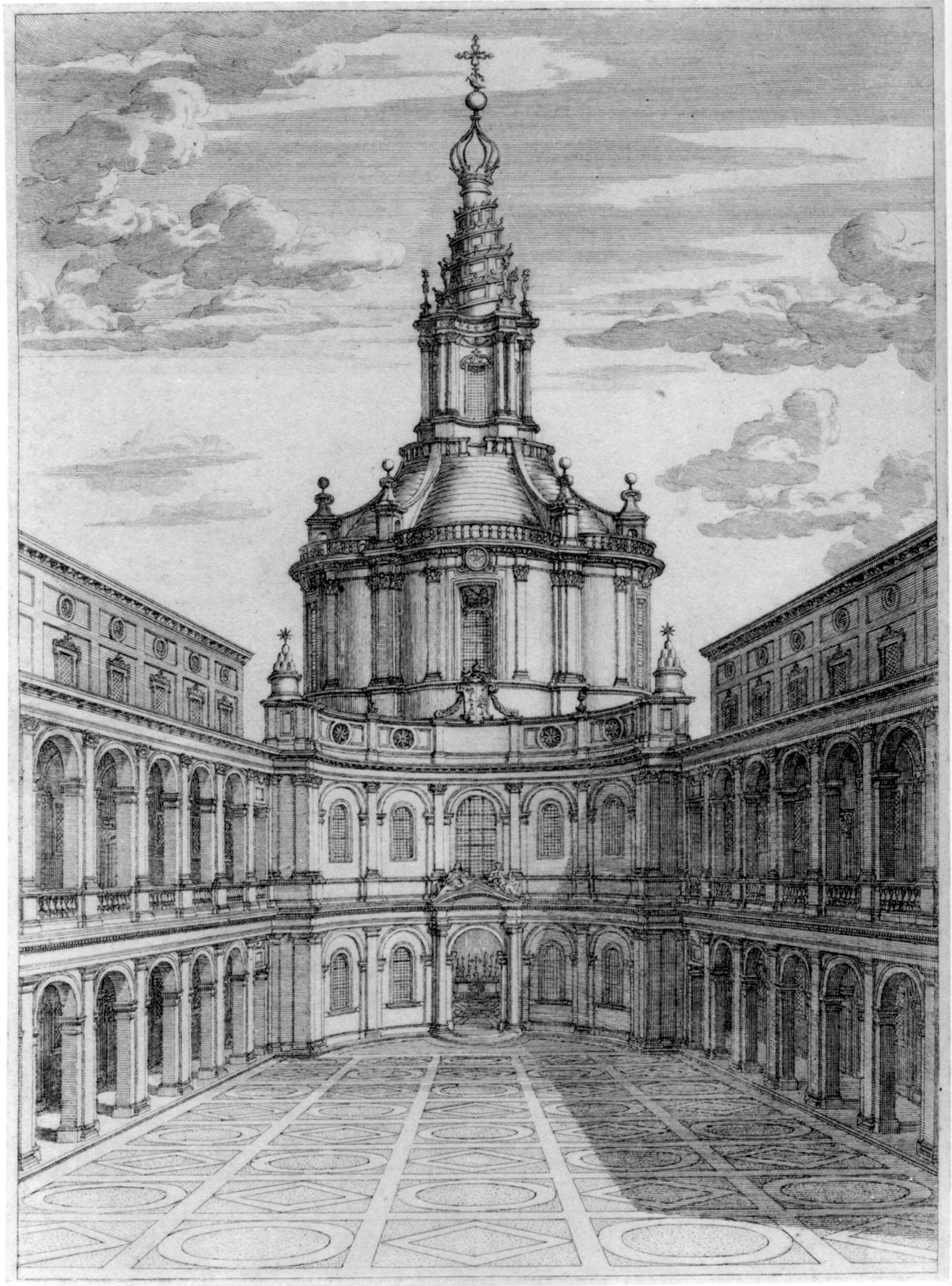
Сан Іво, стара гравюра 1695 р.
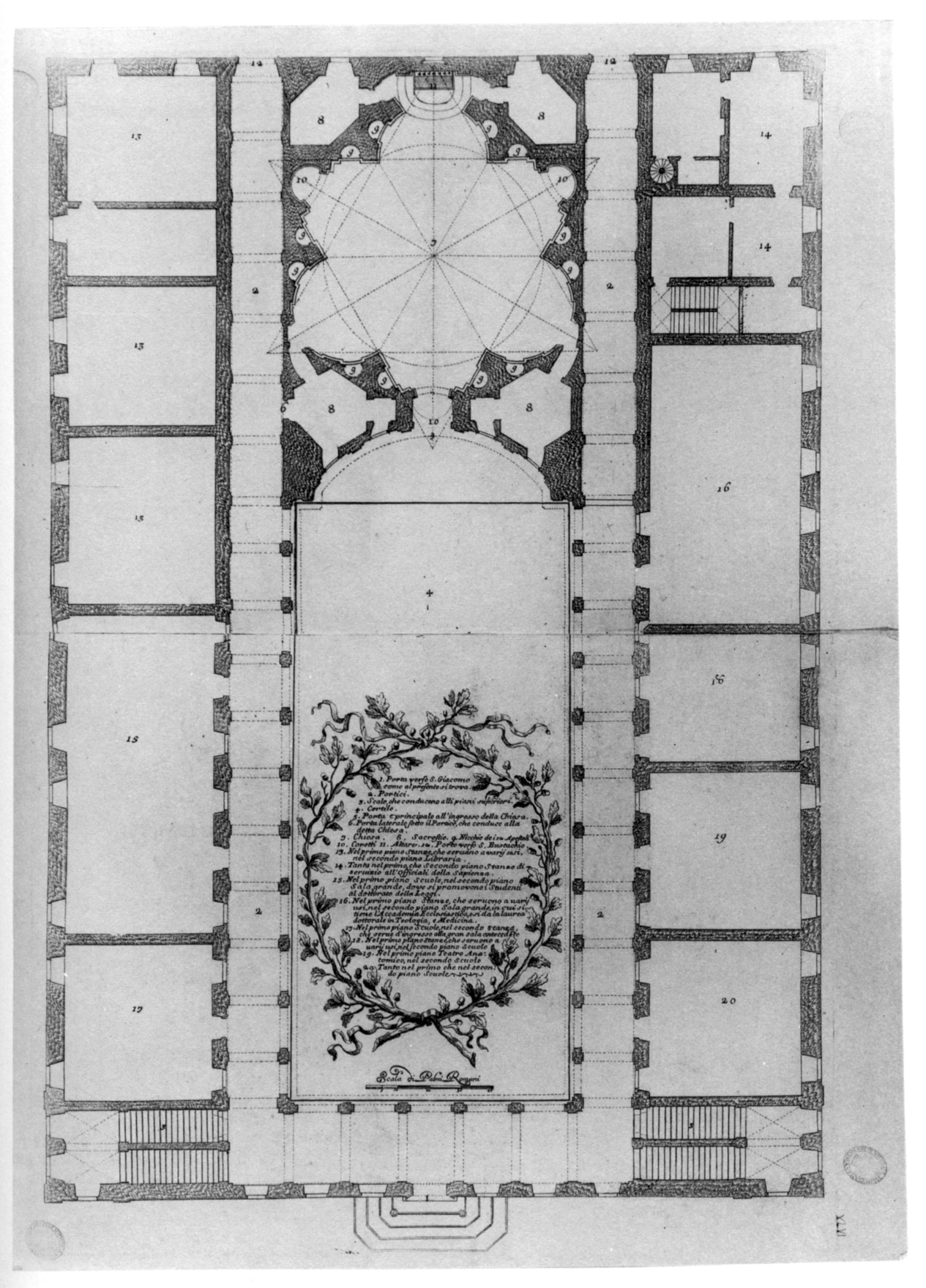
Композиція палацу і церкви Сан Іво.